# ستيف توش
ستيف توش (بالإنجليزية: Steve Tosh)‏ هو لاعب كرة قدم بريطاني في مركز الوسط، ولد في 27 أبريل 1973 في كيركالدي في المملكة المتحدة. لعب مع ريث روفرز وسانت جونستون وكوين أوف ساوث ونادي أبردين ونادي اربوراث ونادي فالكيرك ونادي ليفينغستون.

## وصلات خارجية
- ستيف توش على موقع قاعدة بيانات كرة القدم.إي يو (الإنجليزية)
- ستيف توش على موقع Soccerbase.com (لاعب) (الإنجليزية)